# 北京中学生杀害家教事件
北京中学生杀害家教事件是2005年5月21日一起发生在北京的未成年人杀人案件，由于凶手的身份背景而使得这起案件引发了一系列关注。
5月23日，中国常驻联合国代表王光亚前往东直门外大街18楼探望凶手的母亲。据外交部人士说，“王光亚听说此事后就赶来，为的是安抚家属，因为家里出事对在外工作的外交人员的情绪影响非常大。”
同年12月6日，法院以“故意杀人罪”判处凶手有期徒刑8年，全案完结。

## 案件相关人

### 被害人
小微（化名，也有部分媒体叫做小威），18岁，北京交通大学2003届计算机专业在校生。

### 凶手
小华（化名），15岁，北京二中学生，同性恋倾向。小华的父亲为中国常驻联合国代表團公使銜參贊，母亲为外交部工作人员。据起诉书指控，小华杀人的原因是他对比大他3岁的小微有好感，但又担心遭拒绝而決定殺人。2005年5月21日下午1时，小华持刀朝小微头部、颈部等處捅刺数十次，導致小微左颈总动脉和颈内静脉受伤失血过多死亡。

## 判决
北京市第二中级人民法院一审判决认为凶手小华犯案时是未成年人，且在案发后自首，再加上小华被诊断为“青春期性心理障碍倾向”，司法精神病学鉴定评定为限制刑事责任能力，法院减轻处罚，以故意杀人罪判决小华有期徒刑8年。
被害人父亲认为“青春期性心理障碍倾向”并非为“限制刑事责任能力”，就此认为判决过轻，表示将提请检察院抗诉，但再无下文。